# Fårö fyr
Fårö fyr på Fårö utanför norra Gotland byggdes år 1846–1847 och invigdes den 21 oktober 1847, ett år efter Hoburg fyr på södra Gotland.
Ursprungligen bestod ljuskällan av rovoljelampor, som senare byttes mot betydligt ljusstarkare fotogenlampor. År 1891 installerades en roterande linsapparat, varefter fyren visade en fyra sekunder lång blänk var 20:e sekund. 1953 elektrifierades fyren.
Fårö fyr avbemannades 1977. Den siste fyrmästaren var Joe Nordberg. Fyren är fortfarande i bruk. Den ägs och sköts av Sjöfartsverket.